# Ifflinger Schloss

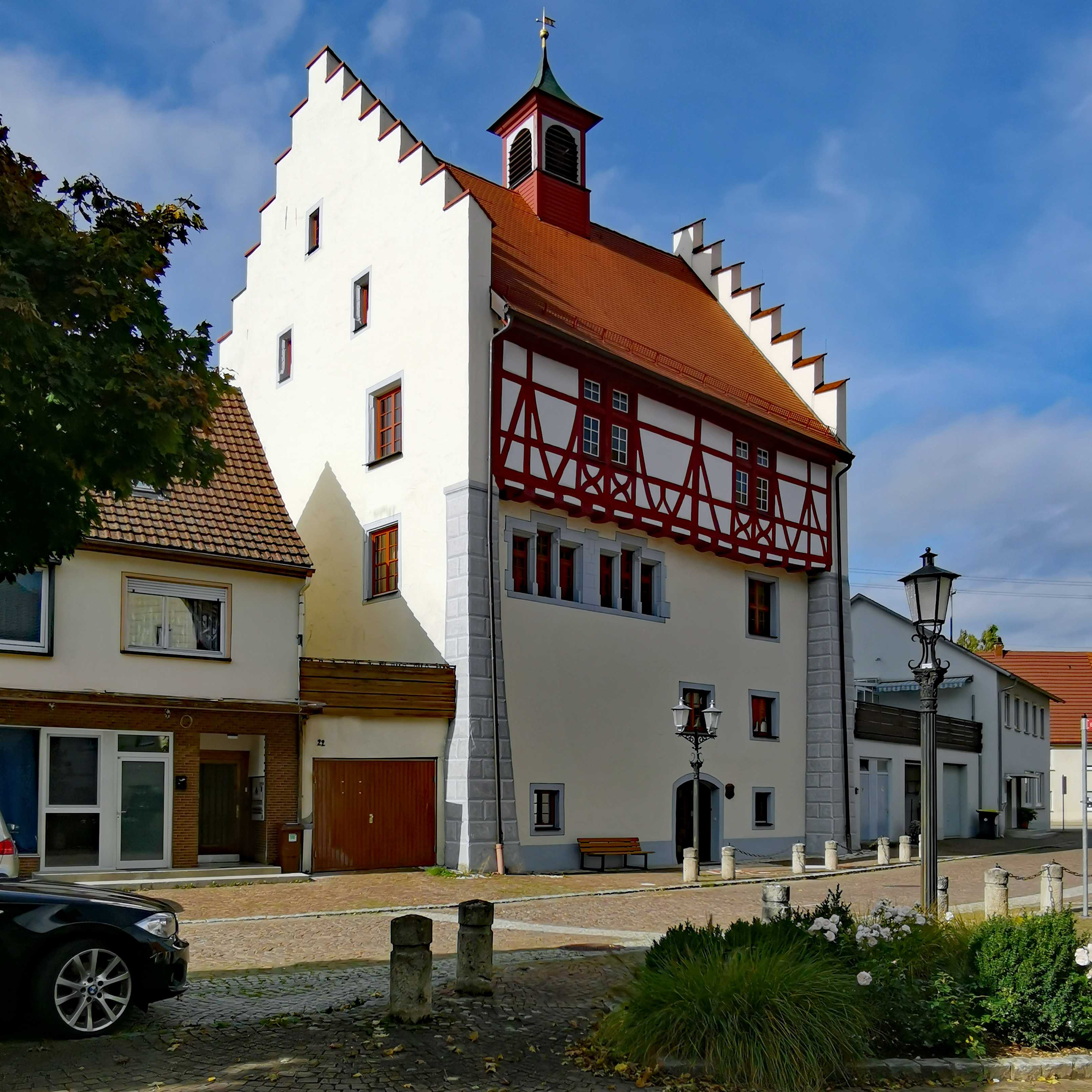
Ifflinger Schloss

Das Ifflinger Schloss ist eine Wohnturmburg in Fridingen an der Donau im Landkreis Tuttlingen in Baden-Württemberg. Sie wurde um das Jahr 1330 von Heinrich von Hohenberg mit Umfriedung und Wassergraben errichtet, lag innerhalb der Stadtmauern und war Sitz der hohenbergischen Verwaltung. Bei einer späteren Erweiterung wurde der Wohnturm erhöht und die Staffelgiebel kamen hinzu. Ein Landwirtschafts- und ein Dienstbotengebäude wurden im vergrößerten Schlosshof gebaut.
Mit dem Verkauf der Grafschaft Hohenberg an Österreich 1381 wurde auch das Schloss österreichisches Lehen. Mit diesem kam es in verschiedene Hände, bis schließlich das Lehen mit dem Schloss 1536 durch Hieronymus Ifflinger von Granegg erworben wurde. 1793 verkaufte Karl Alexander Ifflinger von Granegg das Schloss und den Grundbesitz. Die Stadt Fridingen erwarb das Schloss und nutzte es als Armenhaus, Schule, Vereinsräume, Fabrik und Feuerwehrhaus. Der ursprüngliche Wohnturm wurde nach 1800 abgerissen. Durch einen überhitzten Ofen brach in der Nacht vom 23. zum 24. Januar 1942 im dritten Stock Feuer aus, die Löscharbeiten waren bei minus 32 °C sehr erschwert. Dachstuhl, Obergeschoss und Treppenhaus wurden zerstört, die Glocke ist seither verschollen.
Ab 1977 wurde das Schloss renoviert, im Verlauf der Arbeiten wurde ein gotisches Fensterband im ehemaligen Hauptraum freigelegt. Im Jahre 1987 bezog das 1974 gegründete Heimatmuseum im Ifflinger Schloss neue Räume.